# Vejîțea, Rokîtne
Vejîțea (în ucraineană Вежиця) este localitatea de reședință a comunei Vejîțea din raionul Rokîtne, regiunea Rivne, Ucraina.

## Demografie
Componența lingvistică a localității Vejîțea
     Ucraineană (99,67%)
     Alte limbi (0,33%)
Conform recensământului din 2001, majoritatea populației localității Vejîțea era vorbitoare de ucraineană (99,67%), existând în minoritate și vorbitori de alte limbi.